# Caranx sexfasciatus
Carangue à gros yeux
Espèce
Synonymes
- Carangus marginatus Gill, 1863
- Carangus rhabdotus Jenkins, 1903
- Caranx belengerii Cuvier, 1833
- Caranx butuanensis Seale, 1910
- Caranx elacate Jordan & Evermann, 1903
- Caranx flavocoeruleus Temminck & Schlegel, 1844
- Caranx forsteri Cuvier, 1833
- Caranx fosteri Cuvier, 1833
- Caranx marginatus (Gill, 1863)
- Caranx oshimai Wakiya, 1924
- Caranx paraspistes Richardson, 1848
- Caranx peronii Cuvier, 1833
- Caranx sexfaciatus elacate (Jordan & Evermann, 1903)
- Caranx sexfaciatus marginatus (Gill, 1863)
- Caranx tapeinosoma Bleeker, 1856
- Caranx thompsoni Seale, 1905
- Caranx xanthopygus Cuvier, 1833

Statut de conservation UICN

 LC  : Préoccupation mineure
Caranx sexfasciatus, communément nommée Carangue à gros yeux, est une espèce de poissons marins démersale de la famille des Carangidae.

## Description
Caranx sexfasciatus est un poisson de moyenne taille pouvant atteindre 120 cm de long, toutefois la taille moyenne est de 60 cm.
Le corps a un profil ovale et allongé, comprimé latéralement, doté de deux nageoires dorsales.
Le pédoncule caudal est étroit et renforcé par des scutelles.
La nageoire caudale est fourchue.
La livrée est globalement gris argenté avec une nuance claire pour la partie ventrale. Une petite tache noire orne la partie supérieure de l'opercule. L’œil est de taille relativement grande avec un iris gris. Le lobe de la deuxième nageoire dorsale et de la nageoire anale sont marqués par un point blanc. La nageoire anale et la nageoire caudale sont légèrement jaunâtres.

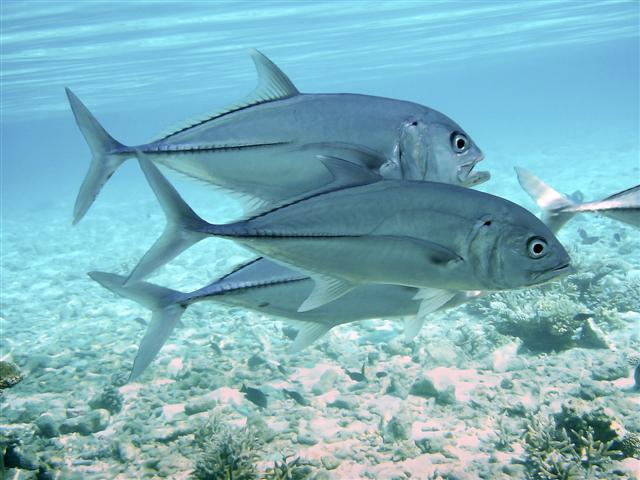
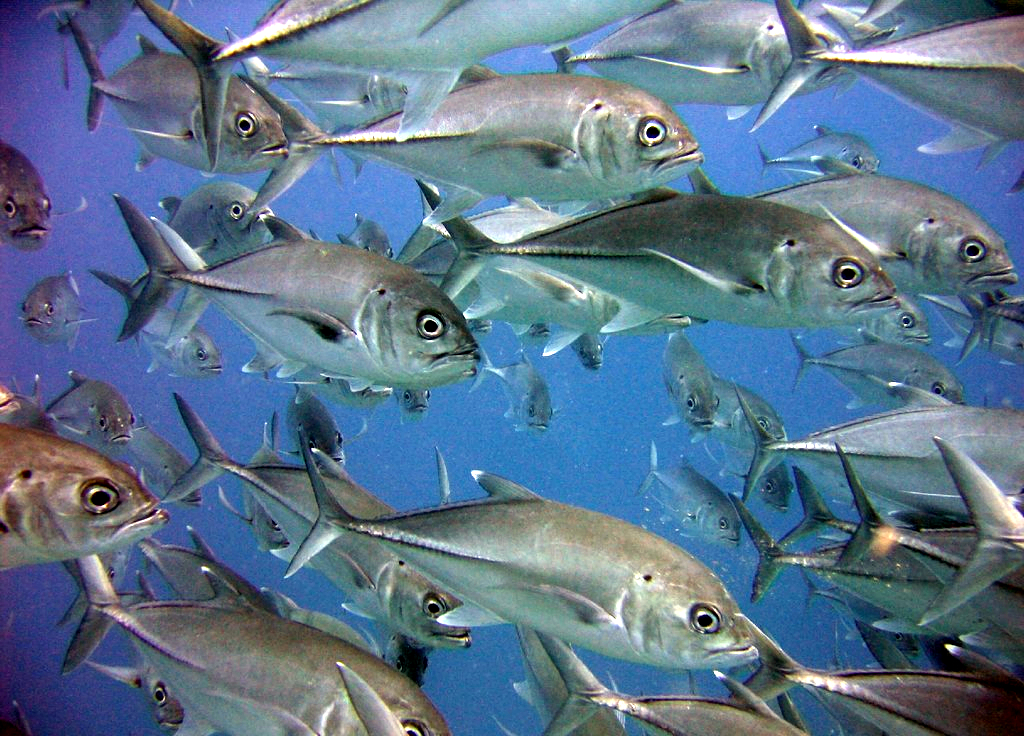
Banc de carangues aux gros yeux
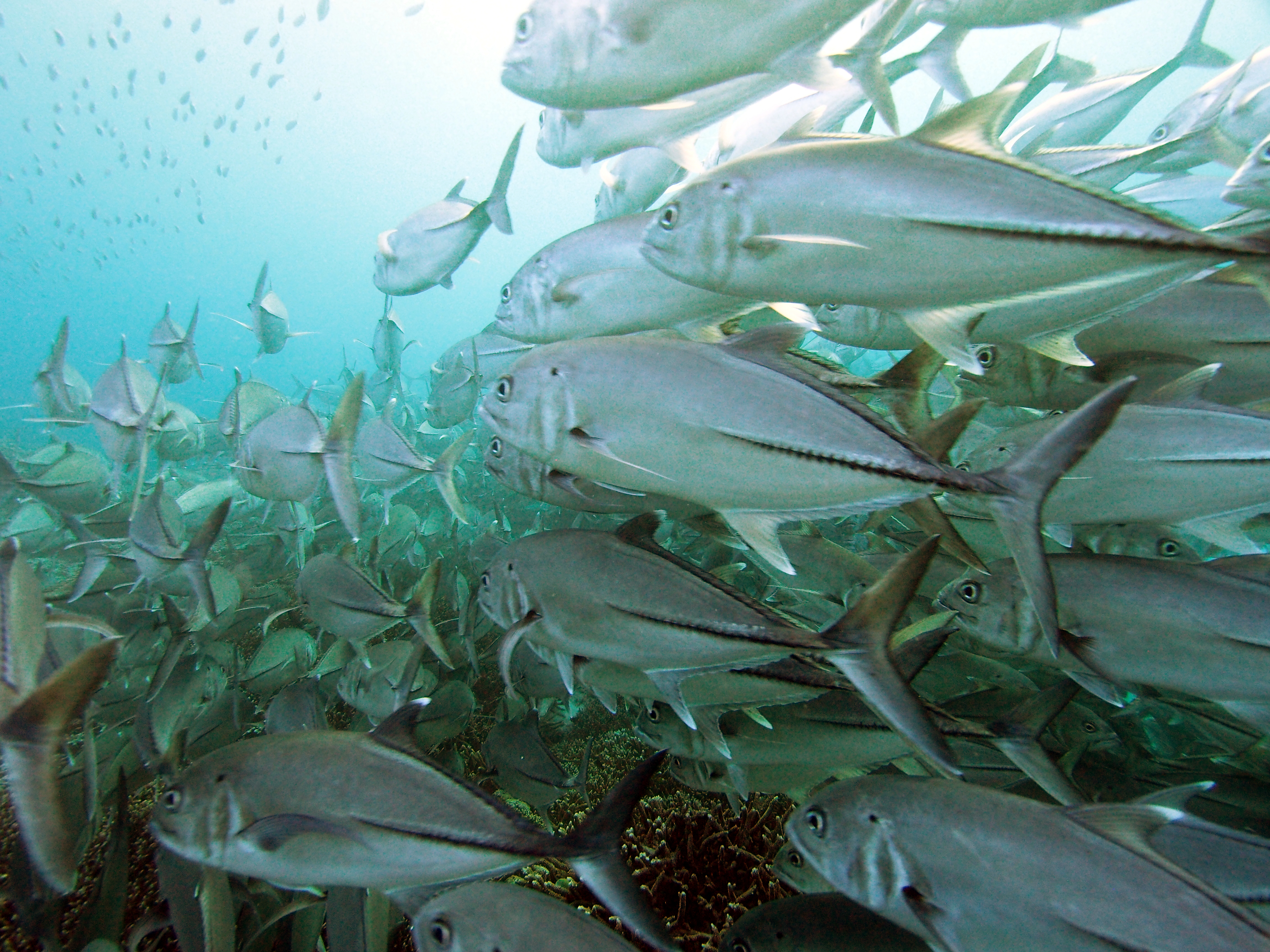
Un banc de Caranx sexfasciatus près de la Grande Barrière. Aout 2016.
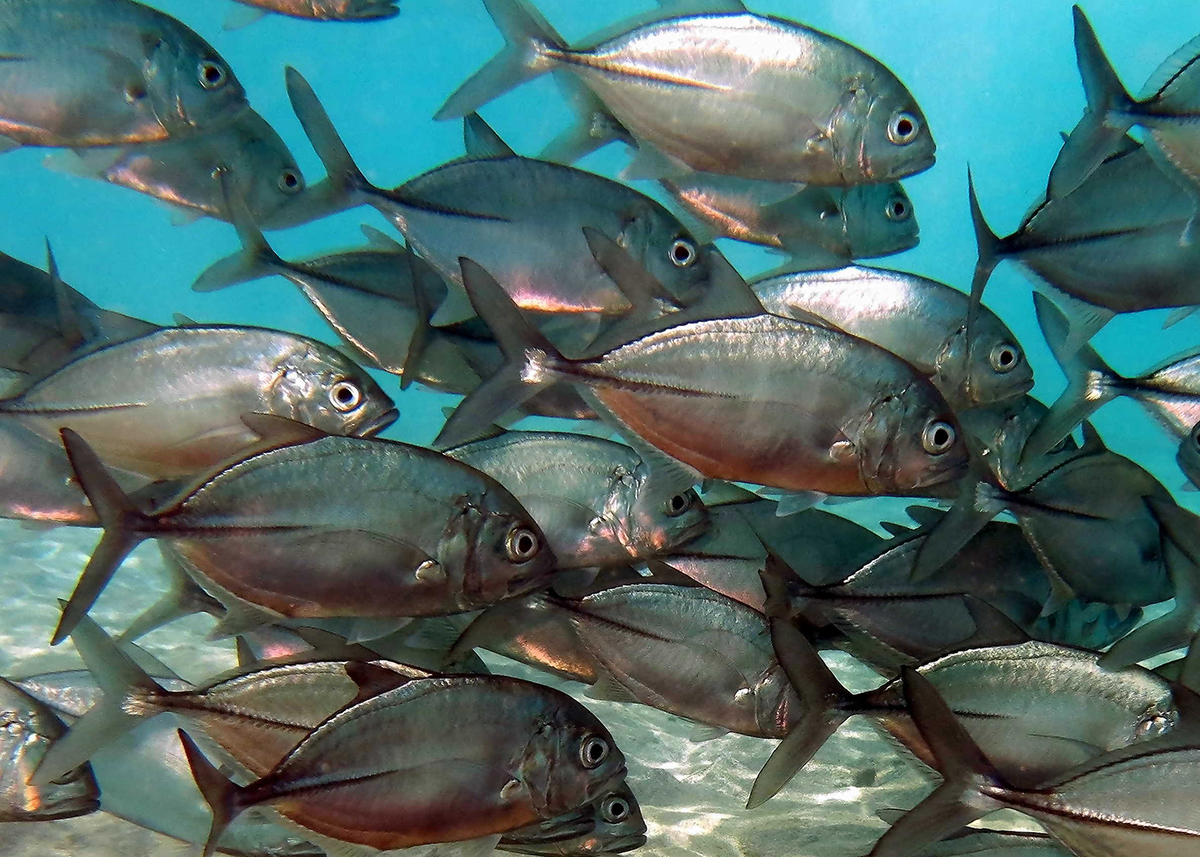
A la Réunion.
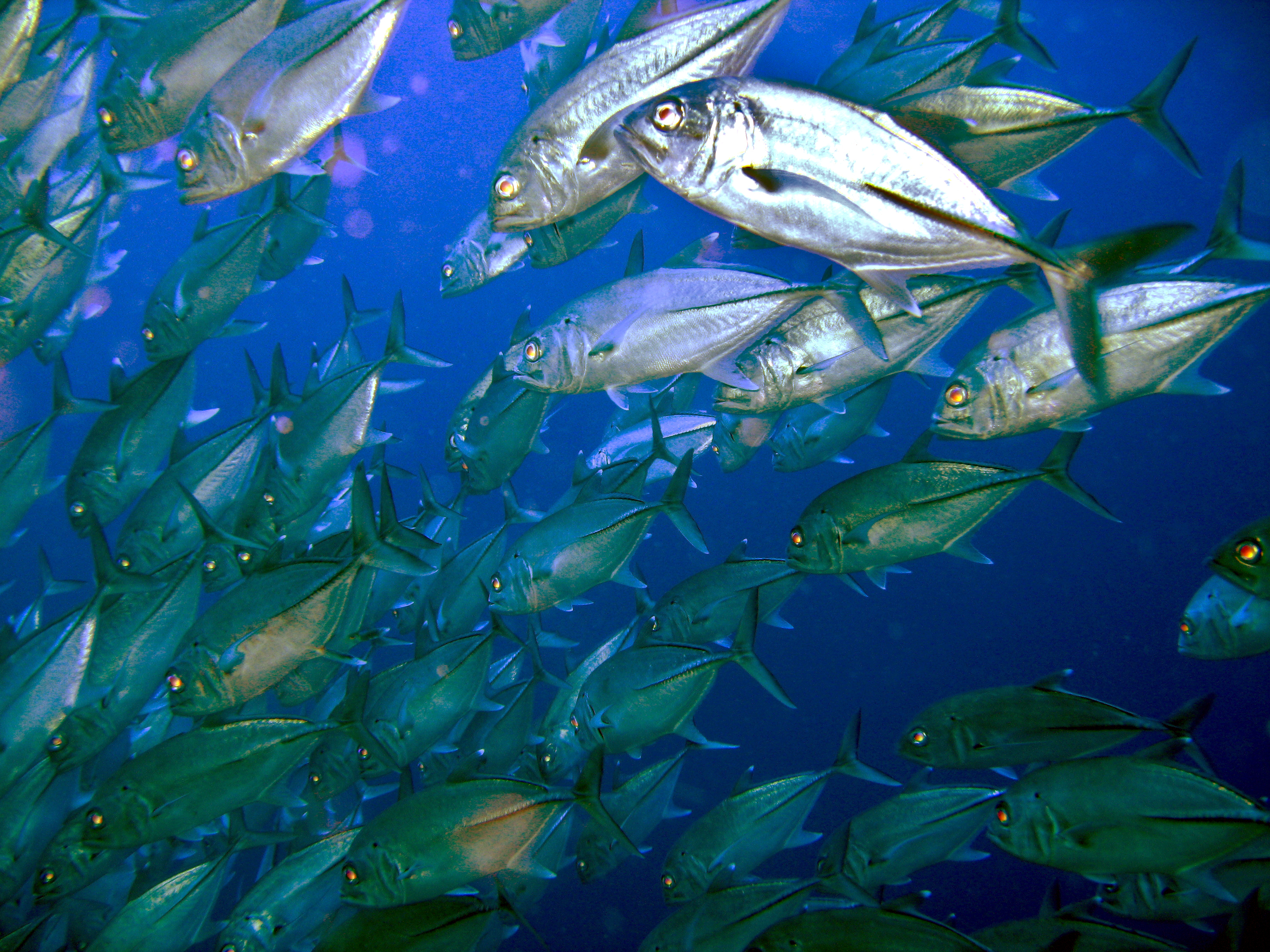

## Distribution et habitat
La Carangue à gros yeux fréquente les eaux tropicales et subtropicale de l'océan Indien, mer Rouge incluse, jusqu'aux côtes orientales de l'océan Pacifique.
Elle affectionne les lagons, les pentes externes des lagons, des récifs coralliens et rocheux ainsi que les secs et les passes entre la surface et 146 m de profondeur.
Les juvéniles évoluent en groupe dans les eaux peu profondes et calmes des estuaires et des zones portuaires, et tolèrent bien les eaux saumâtre, remontant parfois les rivières.

## Alimentation
Caranx sexfasciatus se nourrit de poissons et de crustacés benthiques.

## Comportement
Durant la journée, ces carangues se regroupent en bancs comptant jusqu'à 1500 individus en position stationnaire dans les coins de passes ou à l'extérieur des récifs barrière. Elles se dispersent la nuit, pour chasser et s'alimenter.

## Pêche
Ces carangues sont généralement pêchées la nuit, à la traine ou à la ligne de fond avec un appât vivant, mais très rarement au filet. Les pêcheurs sous-marins peuvent les attirer en émettant un bruit de gorge particulier. La capture d'un congénère par un pêcheur sous-marin les pousse à s'approcher.
Elles sont commercialisées fraiches, congelées, séchées ou salées. En Polynésie française, leur chair est considérée comme rarement empoisonnée (ciguatera), et ne semble présenter aucun danger particulier.